# Before I Self Destruct (filme)
Before I Self Destruct é um filme de drama policial dirigido e estrelado por Curtis "50 Cent" Jackson. . Foi lançado em 23 de novembro de 2009.  

## Enredo
A história gira em torno de Clarence, um rapaz sustentado pela mãe que é trabalhadora e solteira. Quando seu sonho de se tornar um jogador de basquete não consegue se realizar, ele se vê empregado em um supermercado. Depois que sua mãe é tragicamente morta a tiros, Clarence (interpretado por Jackson) é consumido pelo desejo de vingança e começa a levar uma vida criminosa, a fim de apoiar seu irmão mais novo.

## Elenco
- Curtis "50 Cent" Jackson como Clarence
- Clifton Powell como Sean
- Elijah Williams como Shocka
- Sasha Delvalle como Princesa
- Shorty Vermelho como Tiny
- Eva Lora como a Sra. Ortiz
- Lola Luv como Mona
- Treach como Cedrick
- Michael Wright como primeira vítima
- Lloyd Banks como Professor da Escola Shocka
- Gabriel Casseus como Freddie